# Мосиенко, Николай Александрович
Николай Александрович Мосиенко (1922 год, Макинск — 1982 год) — комбайнёр Энбекшильдерской МТС Кокчетавской области, Казахская ССР. Герой Социалистического Труда (1957).

## Биография
С 1937 года трудился в колхозе «Макинский труд» Буландинского района. Окончил школу механизации сельского хозяйства.
Участвовал в Великой Отечественной войне. После демобилизации возвратился в Казахстан, где работал комбайнёром, водителем в Энбекшильдерской МТС.
Участвовал в освоении целинных и залежных земель. Указом Президиума Верховного Совета СССР от 11 января 1957 года за особо выдающиеся успехи, достигнутые в работе по освоению целинных и залежных земель, и получение высокого урожая удостоен звания Героя Социалистического Труда с вручением ордена Ленина и золотой медали «Серп и Молот».
Позднее работал заведующим автопарка совхоза «Прогресс».
Скончался в 1982 году.